# 盂蘭盆経

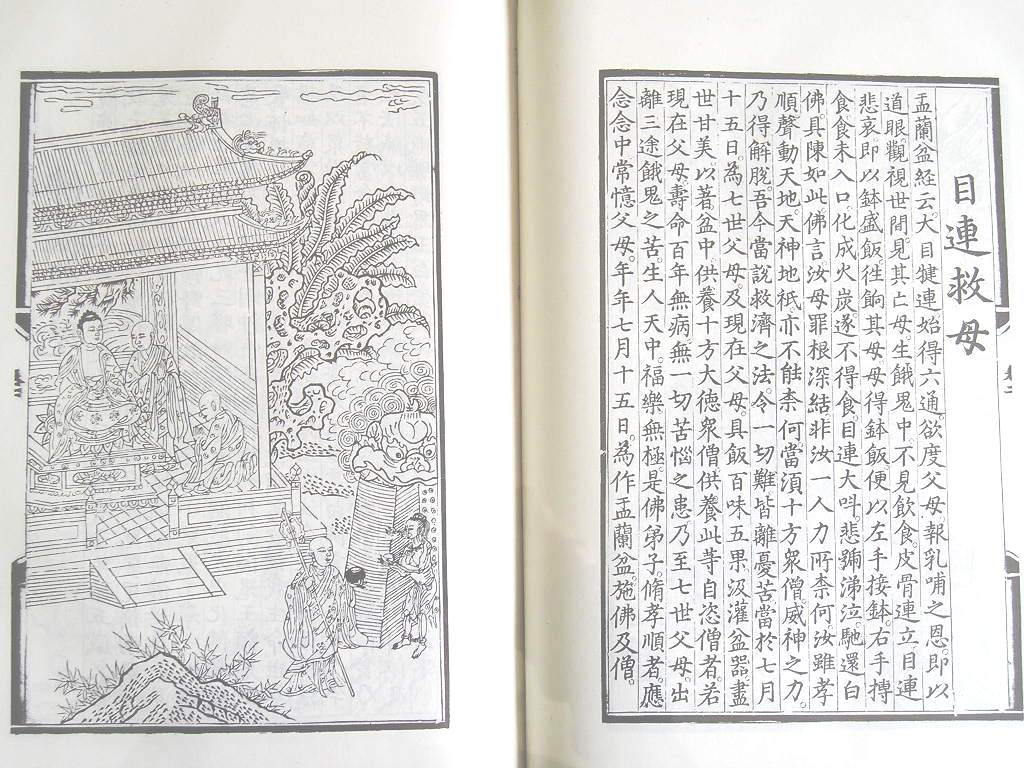

『盂蘭盆経』（うらぼんきょう）は、竺法護が翻訳したとされる仏教経典である。しかし竺法護の翻訳という伝承には疑いが持たれており、西域か中国で成立したいわゆる偽経の可能性が高いとみなされている。
釈迦十大弟子の一人である目連尊者が餓鬼道に堕ちた亡母を救うために衆僧供養を行なったところ、母が餓鬼の身を脱した、という事柄が説かれている。細部は異なるものの、話の原型、死者に対する廻向の思想はパーリ語経典『餓鬼事経』にも見られる。

## 概要
安居の最中、神通第一の目連尊者が亡くなった母親の姿を探すと、餓鬼道に堕ちているのを見つけた。喉を枯らし飢えていたので、水や食べ物を差し出したが、ことごとく口に入る直前に炎となって、母親の口には入らなかった。
哀れに思って、釈迦に実情を話して方法を問うと、「安居の最後の日にすべての比丘に食べ物を施せば、母親にもその施しの一端が口に入るだろう」と答えた。その通りに実行して、比丘のすべてに布施を行うと、比丘たちは大いに喜び、目連の母親は一劫にもおよぶ餓鬼の境地から脱した。

## 非偽経説
2013年に創価大国際仏教学高等研究所教授兼所長の仏教学者辛嶋静志は「インドの原典から訳された経典」であることを説明し、その理由で同経を「偽経ではない」と主張した。辛嶋によれば、『盂蘭盆経』は『出三蔵記集」など成立の早い経録や『経律異相』では『盂蘭経』と記され、『盂蘭盆経』の題は『大周刊定衆経目録』、『開元釈経録』など比較的成立の遅い経録と宗密による注釈に現れるという。そのため、「盂蘭盆」は一語と見るべきでなく、「盂蘭」と「盆」の複合語と解すべきであるという。そしてサンスクリットにおけるdはパーリ語やガンダーラ語を含む中期インド語においては（時として）lとなること、漢訳における音写では語末の母音は省略される傾向にあることから、サンスクリットodana（オーダナ）から派生した中期インド語としてolana（オーラナ）を想定することができ、「盂蘭」とは、このolanaの語末母音の欠落した形olan(a)の音写語であるという。それゆえ、盂蘭盆とは、「a bowl for boiled rice」、すなわち、炊かれた米飯（olana）を盛った容器（盆）を意味するという。

## 関連文献
- 藤本, 晃 (2003). “『仏説孟蘭盆経』の源流 : Petavatthu II.2「舎利弗母餓鬼事」との比較考察”. パーリ学仏教文化学 (パーリ学仏教文化学会) 17:  47-54.
- KARASHIMA, Seishi (2012). “The Meaning of Yulanpen 盂蘭盆 ––– "Rice Bowl" on Pravāraṇā Day”. 創価大学国際仏教学高等研究所年報 (創価大学・国際仏教学高等研究所) (16):  289-305.